# Eduardo De Filippo
Eduardo De Filippo (Nápoles, 24 de mayo de 1900 - Roma, 31 de octubre de 1984) fue un actor, dramaturgo, director y humorista italiano. Fue uno de los mayores hombres de teatro del siglo XX.

## Biografía
Hijo natural del actor y comediógrafo Eduardo Scarpetta y de Luisa De Filippo, Eduardo creció dentro del ambiente teatral napolitano junto a sus hermanos Titina De Filippo y Peppino De Filippo, con los que trabajó desde los años veinte, tanto en el teatro como en las variedades.
En 1932, Eduardo De Filippo entró en el mundo del celuloide, como actor y como director.
En 1946, escribió Filumena Marturano, la obra de teatro que quizá le haya dado mayor celebridad. Situada en Nápoles de posguerra, es uno de los símbolos del neorrealismo italiano.
En 1981, fue nombrado senador vitalicio, uniéndose al grupo de Sinistra Indipendente.

### Pulcinella delsigloXX

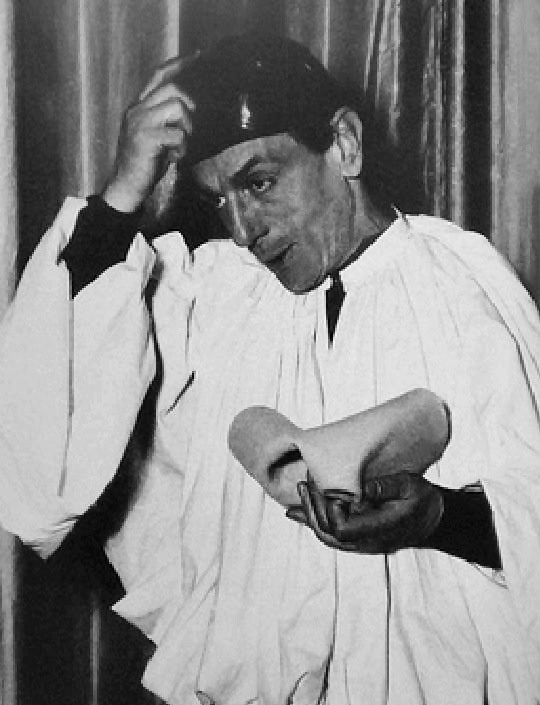
Eduardo De Filippo entre bambalinas, vestido de Polichinela («Pulcinella»), hacia 1945.

Símbolo de la 'napolitanidad', la identificación de De Filippo con el personaje de «Pulcinella», en el contexto de la Commedia dell'Arte, lo acompañó a lo largo de su vida. Así lo documentan su obra Figlio de Pulcinella (Hijo de Polichinela), o la puesta en escena de Pulecenella cha va truvano'a furtuna soia pe'Napule (en idioma napolitano), pieza de Pasquale Altavilla (1806-1872). Tras un largo periodo de olvido durante el fascismo, De Filippo revalorizó la máscara de Polichinela a partir de 1945, trasladándola del teatro popular al medio cinematográfico, tanto en algunos films escritos o dirigidos por él como en trabajos a las órdenes de su paisano Vittorio de Sica (El oro de Nápoles, 1954), o en trabajos compartidos con Antonio de Curtis "Totó" (Napoli millonaia, 1950).

## Carrera

### Teatro
- Farmacia di turno (1920)
- Uomo e galantuomo (1922)
- Requie a l'anema soja / I morti non fanno paura (1926)
- Ditegli sempre di sì (1927)
- Filosóficamente (1928)
- Sik-Sik, l'artefice mágico (1929)
- Chi è cchiu' felice 'e me! (1929)
- Quei figuri di tanti anni fa (1929)
- Ogni anno punto e da capo (1931)
- È arrivato 'o trentuno (1931)
- Natale in casa Cupiello (1931)
- Gennareniello (1932)
- La voce del padrone/Il successo del giorno (1932)
- Quinto piano, ti saluto! (1934)
- Uno coi capelli bianchi (1935)
- L'abito nuovo (1936)
- Pericolosamente (1938)
- La parte di Amleto (1940)
- Non ti pago (1940)
- Io, l'erede (1942)
- Napoli milionaria! (1945)
- Occhiali neri (1945)
- Questi fantasmi! (1946)
- Filumena Marturano (1946)
- Le bugie con le gambe lunghe (1947)
- La grande magia (1948)
- Le voci di dentro (1948)
- La paura número uno (1950)
- Amicizia (1952)
- Mia famiglia (1955)
- Bene mio e core mio (1955)
- De Pretore Vincenzo (1957)
- Sabato, domenica e lunedì (1959)
- Il sindaco del rione Sanità (1961)
- L'arte della commedia (1964)
- Dolore sotto chiave (1964)
- Il cilindro (1965)
- Il contratto (1967)
- Il monumento (1970)
- Gli esami non finiscono mai (1973)

### Cine (como actor)
- Il cappello a tre punte (1934)
- Quei due (1935)
- Le ragazze di piazza di Spagna (1952)
- El oro de Nápoles (1954)
- Fortunella (1958)
- Ferdinando I, re di Napoli (1959)
- Todos a casa (1960)
- Fantasmi a Roma (1960)
- Cuore (1984)

### Cine (como director)
- In campagna è caduta una stella (1939)
- Ti conosco, mascherina! (1944)
- Napoli milionaria! (1950)
- Filumena Marturano (1951)
- I sette peccati capitali (1952)
- Marito e moglie (1952)
- Ragazze da marito (1952)
- Napoletani a Milano (1953)
- Questi fantasmi (1954)
- Fortunella (1958)
- Il sogno di una notte di mezza sbornia (1959)
- Oggi, domani, dopodomani (1965)
- Spara forte, più forte... non capisco (1966)

### Televisión
- Teatro in diretta (1955-56)
  - Miseria e nobiltà
  - Non ti pago!
  - Questi fantasmi
- Sei telefilm da sei atti unici (1956)
  - Il dono di natale
  - Quei figuri di tanto anni fa
  - I morti non fanno paura
  - San Carlino 1900... e tanti
  - Amicizia
  - La chiave di casa
- Teatro in diretta (1959)
  - Tre calzoni fortunati
  - La fortuna con l'effe maiuscola
  - Il médico dei pazzi
- Il teatro di Eduardo. Primo ciclo (1962)
  - Tipi e figure
  - Poesie
  - L'avvocato ha fretta
  - Sik-Sik
  - Ditegli sempre di sì
  - Natale in casa Cupiello
  - Napoli milionaria
  - Questi fantasmi!
  - Filumena Marturano
  - Le voci di dentro
  - Sabato, domenica e lunedì
- Un teleromanzo (1963)
  - Peppino Girella (originale televisivo in sei puntate)
- Il teatro di Eduardo. Secondo ciclo (1964)
  - Chi è più felice di me?
  - L'abito nuovo
  - Non ti pago!
  - La grande magia
  - La paura número uno
  - Bene mio core mio
  - Mia famiglia
  - Il sindaco del rione Sanità
- Il ciclo scarpettiano (1975)
  - Lu curaggio de nu pompiere napulitano
  - Li nepute de lu sinneco
  - Na santarella
  - 'O tuono 'e marzo
- Il teatro di Eduardo. Terzo ciclo (1975-1976)
  - Uomo e galantuomo
  - De Pretore Vincenzo
  - L'arte della commedia
  - Gli esami non finiscono mai
- Il teatro di Eduardo. Quarto ciclo (1977-1981)
  - Natale in casa Cupiello (1977)
  - Il cilindro (1978)
  - Gennareniello (1978)
  - Quei figuri di tanti anni fa (1978)
  - Le voci di dentro (1978)
  - Il sindaco del rione Sanità (1979)
  - Il contratto (1981)
  - Il berretto a sonagli (1981)
- Serata d'onore (1978)
  - Lieta serata insieme a Eduardo e ai suoi compagni d'arte
- Lírica in TV (1959, 1977, 1984)
  - La pietra del paragone (1959)
  - Napoli milionaria! (1977)
  - La pietra del paragone (1984)

### Obras de Eduardo

#### Comedias
- Cantata dei giorni pari, (Einaudi, Turín, 1959)
- Cantata dei giorni dispari  (3 volumi), (Einaudi, Turín, 1995)
- I capolavori di Eduardo (2 volumi), (Einaudi, Turín, 1973)
- Tre commedie, (Einaudi, Turín, 1992)

### Obras sobre Eduardo
- Loreta de Stasio, “El discurso de Eduardo De Filippo desde el teatro hasta la TV y el cine”, in J. Romera Castillo (ed.), Del teatro al cine y la televisión en la segunda mitad del siglo XX, Visor, Madrid, 2002, pp. 597-609.
- Ana Isabel Fernández Valbuena, Eduardo De Filippo: un teatro, un tiempo, Madrid, Editorial Fundamentos, 2004.

## Premios y distinciones
Festival Internacional de Cine de Venecia
| Año  | Categoría             | Resultado |
| ---- | --------------------- | --------- |
| 1981 | Premio Pietro Bianchi | Ganador   |